# Compsobuthus pakistanus
Espèce
Compsobuthus pakistanus est une espèce de scorpions de la famille des Buthidae.

## Distribution
Cette espèce est endémique du Sind au Pakistan. Elle se rencontre vers Karachi.

## Description
La femelle subadulte holotype mesure 27,5 mm.

## Étymologie
Son nom d'espèce lui a été donné en référence au lieu de sa découverte, le Pakistan.

## Publication originale
- Kovařík & Ahmed, 2007 : « Two New Species of the Genus Compsobuthus Vachon, 1949 from Afghanistan and Pakistan (Scorpiones: Buthidae). » Euscorpius, no 53, p. 1-6 (texte intégral).